# Белизе на Олимпијским играма
Белизе је први пут учествовала на Летњим олимпијским играма у Сеулу 1968. године. Од тада су учествовале на свим олимпијским играма осим на играма које су одржане 1980. године у Москви, када су се придружили бојкоту игара. Спортисти из Белизеа до сада нису освојили ниједну олимпијску медаљу.
У периоду од 1968—1972, спортисти из Белизеа су наступали под својим колонијалним именом државе Британски Хондурас.
Олимпијски комитет Белизеа основан је 1967. године, а исте године је признат од стране Међународног олимпијског комитета. Спортисти Белизеа никада нису наступали на Зимским олимпијским играма.
Занимљиво је да су представници Белизеа тек на свом 6. учешћу на Олимпијским играма 1992. први пут у свом саставу имали и једну такмичарку. 

## Медаље

### Учешће и освојене медаље на ЛОИ
| Учешће и освојене медаље Белизеа на ЛОИ |                        |                        |                        |                        |                        |                        |                        |                        |                        |                        |
| ЛОИ                                     | Носилац заставе        | Учешће                 | Муш.                   | Жене                   | спорт                  | Злато                  | Сребро                 | Бронза                 | Укупно                 | Пласман                |
| 1968. Мексико Сити                      |                        | 7                      | 7                      | 0                      | 4                      | 0                      | 0                      | 0                      | 0                      | —                      |
| 1972. Минхен                            | Гилмор Хинксен         | 2                      | 2                      | 0                      | 1                      | 0                      | 0                      | 0                      | 0                      | —                      |
| 1976. Монтреал                          |                        | 4                      | 4                      | 0                      | 2                      | 0                      | 0                      | 0                      | 0                      | —                      |
| 1980. Москва                            | Белизе није учествовао | Белизе није учествовао | Белизе није учествовао | Белизе није учествовао | Белизе није учествовао | Белизе није учествовао | Белизе није учествовао | Белизе није учествовао | Белизе није учествовао | Белизе није учествовао |
| 1984. Лос Анђелес                       | Линфорд Џилет          | 11                     | 11                     | 0                      | 3                      | 0                      | 0                      | 0                      | 0                      | —                      |
| 1988. Сеул                              | Фицџералд Џозеф        | 10                     | 10                     | 0                      | 2                      | 0                      | 0                      | 0                      | 0                      | —                      |
| 1992. Барселона                         |                        | 10                     | 9                      | 1                      | 2                      | 0                      | 0                      | 0                      | 0                      | —                      |
| 1996. Атланта                           | Eugène Muslar          | 5                      | 2                      | 3                      | 2                      | 0                      | 0                      | 0                      | 0                      | —                      |
| 2000. Сиднеј                            | Ема Вејд               | 2                      | 1                      | 1                      | 1                      | 0                      | 0                      | 0                      | 0                      | —                      |
| 2004. Атина                             | Ема Вејд               | 2                      | 1                      | 1                      | 1                      | 0                      | 0                      | 0                      | 0                      | —                      |
| 2008. Пекинг                            | Џонатан Вилијамс       | 4                      | 3                      | 1                      | 2                      | 0                      | 0                      | 0                      | 0                      | —                      |
| 2012. Лондон                            | Кенет Медвуд           | 3                      | 2                      | 1                      | 2                      | 0                      | 0                      | 0                      | 0                      | —                      |
| 2016. Рио де Жанеиро                    |                        |                        |                        |                        |                        |                        |                        |                        |                        |                        |
| 2020. Токио                             |                        |                        |                        |                        |                        |                        |                        |                        |                        |                        |
| 2024. Париз                             |                        |                        |                        |                        |                        |                        |                        |                        |                        |                        |
| 2028. Лос Анђелес                       | предстојећи догађај    |                        |                        |                        |                        |                        |                        |                        |                        |                        |
| 2032. Бризбејн                          | предстојећи догађај    |                        |                        |                        |                        |                        |                        |                        |                        |                        |
| Укупно 11 (12)                          |                        | 59                     | 51                     | 8                      |                        | 0                      | 0                      | 0                      | 0                      |                        |

### Преглед учешћа спортиста и освајача медаља Белизеа по спортовима на ЛОИ
Стање после ЛОИ 2012.
| Спорт         | Период | Период   | Укупно | Мушки | Жене |   |   |   |   |
| Спорт         | Прво   | Последње | Укупно | Мушки | Жене |   |   |   |   |
| ------------- | ------ | -------- | ------ | ----- | ---- | - | - | - | - |
| Атлетика      | 1968   | 2012     | 25     | 20    | 5    | 0 | 0 | 0 | 0 |
| Бициклизам    | 1968.  | 1996.    | 17     | 16    | 1    | 0 | 0 | 0 | 0 |
| Бокс          | 1976.  | 1976.    | 1      | 1     | 0    | 0 | 0 | 0 | 0 |
| Дизање тегова | 1968   | 1968.    | 1      | 1     | 0    | 0 | 0 | 0 | 0 |
| Стрељаштво    | 1968.  | 1976.    | 4      | 4     | 0    | 0 | 0 | 0 | 0 |
| Теквондо      | 2008.  | 2008.    | 1      | 1     | 0    | 0 | 0 | 0 | 0 |
| Џудо          | 2012.  | 2012     | 1      | 1     | 0    | 0 | 0 | 0 | 0 |
| Укупно (7)    |        |          | 50     | 44    | 6    | 0 | 0 | 0 | 0 |

Разлика у горње две табеле од 9 учесника (7 мушкараца и 2 жене) настала је у овој табели јер је сваки спотиста без обриза колико је пута учествовао на играма и у колико разних спортова на истим играма рачунат само једном

## Зенимљивости
- Најмлађи учесник: Ворен Кој, 18 година и 235 дана Лос Анђелес 1964. бициклизам
- Најстарији учесник: Хоан Томас Рока, 70 година и 11 дана Монтреал 1976. стрељаштво
- Највише учешћа: Eugène Muslar — 3 учешћа (1984, 1988 и 1996)
- Највише медаља: -
- Прва медаља: -
- Прво злато: -
- Најбољи пласман на ЛОИ: -
- Најбољи пласман на ЗОИ: -